# Grauzone
Pour l'album du même nom, voir Grauzone (album).
Grauzone est un groupe suisse fondé à Berne au début des années 1980 par Martin Eicher, Marco Repetto et  G.T. (Christian Trüssel). Actif entre 1980 et 1982, ce groupe de cold wave aux influences punk sort en 1981 son morceau le plus connu, Eisbär.

## Biographie
Fin 1979, Marco Repetto (batterie) et G.T. (basse) quittent le groupe punk Glueams pour se réorienter vers un autre genre avec Martin Eicher (guitare, chant, synthétiseur). Martin/Tinu supportait mentalement Glueams sur leur single.[pas clair] Ils créent le groupe Grauzone en janvier 1980 et donnent leur premier concert au début du mois de mars suivant au Club Spex de Berne. Le frère de Martin, Stephan Eicher (guitare), et Claudine Chirac (saxophone), se joignent temporairement au groupe pour des concerts et des enregistrements.
Grauzone se fait connaître grâce aux morceaux Eisbär et Raum, enregistrés pour la compilation Swiss Wave – The Album, sortie en 1980. Eisbär rencontre un certain succès et est diffusé à la radio en Autriche, en Allemagne et en Suisse. Le morceau sort en single et atteint la sixième place des charts autrichiens, et la neuvième des charts allemands.
Cependant, le groupe refuse les exigences commerciales et concentre son travail sur ses enregistrements en studio. À l'hiver 1981, ils retournent aux Sunrise Studios, où sont enregistrés les morceaux Moskau/Ein Tanz mit dem Tod et Ich lieb sie. En juillet et août 1981, Martin et Stephan Eicher rejoignent Marco Repetto aux Sunrise Studios, et enregistrent leur premier et dernier album studio, homonyme, qui atteint la 37e place des charts allemands. En février 1982, Ingrid Berney se joint à Grauzone pour soutenir Martin et Stephan Eicher en live. Après dix concerts, quatre singles, un album et une dernière séance en studio où Ich und Du est enregistré, les musiciens se séparent en 1982.
G.T. et Marco Repetto se reforment avec l'ancien guitariste de Glueams, Martin Pavlinec, et le batteur Dominique Uldry, d'abord sous le nom de Missing Link, puis sous le nom de Eigernordwand. G.T. passe ensuite au groupe Red Catholic Orthodox Jewish Chorus, inspiré par le futurisme, formé par l'artiste Edy Marconi. Plus tard, le groupe se rebaptise I Suonatori. Stephan Eicher entame une carrière solo. En 1988, Martin Eicher publie l'EP Spellbound Lovers, qui est passé inaperçu. Marco Repetto deviendra DJ et musicien dans la scène techno et ambient à partir de 1989.
En juin 1998, le groupe sort une compilation de seize morceaux intitulée Die Sunrise Tapes.

## Membres
- Stephan Eicher - guitare, voix, synthétiseur
- Martin Eicher - guitare, voix, synthétiseur
- Marco Repetto - batterie
- Ingrid Berney - guitare basse
- Claudine Chirac - saxophone (1981)
- G.T. (Christian Trüssel) - guitare basse

## Discographie

### Albums studio
- 1981 : Grauzone (D #37)

### Compilations
- 1998 : Die Sunrise Tapes
- 2010 : Grauzone 1980-1982 (remasterisé) (2CD)

### Singles
- 1981 : Eisbär/Ich lieb sie (D #12, A #6)
- 1981 : Moskau/Ein Tanz mit dem Tod/Ich lieb sie
- 1982 : Träume mit mir/Wütendes Glas
- 1983 : Moskau/Film 2
- 2019 : Raum

### Maxi-singles
- 1981 : Eisbär/Ich lieb sie/Film 2
- 1982 : Träume mit mir/Ich und du/Wütendes Glas
- 1986 : Eisbär/Film 2/Ich lieb sie (MCD)

### Remix
- 1997 : Eisbär (GrooveZone, alias Fred Baker), ayant eu un certain succès dans les clubs européens